# John Dougall
John Dougall FRSE (Kippen, Stirling, junho de 1867 – Glasgow, 24 de fevereiro de 1960) foi um matemático escocês, "one of Scotland's leading mathematicians".

## Vida
Dougall estudou na Universidade de Glasgow, onde obteve um M.A. em 1886, onde obteve um doutorado Lecionou matemática no Glasgow and West of Scotland Technical College antes de tornar-se editor e tradutor de publicações matemáticas da Blackie and Son, casa publicadora de Glasgow.
Dougall tornou-se membro da Edinburgh Mathematical Society em 1885, e seu presidente em 1925–1926. Foi eleito membro da Sociedade Real de Edimburgo em 1921. Os propositores foram George Alexander Gibson, Sir Edmund Taylor Whittaker, Cargill Gilston Knott e James Gordon Gray.
Na Blackie and Son Dougall supervisionou a publicação de diversos livros sobre matemática avançada, não apenas de autores ingleses, mas também traduções de obras em alemão e italiano por Richard Courant, Konrad Knopp, Tullio Levi-Civita, Vito Volterra e outros. As contribuições de Dougall para a matemática incluem obras sobre funções de Bessel, funções de Mathieu, séries hipergeométricas e Schläfli double six.

## Publicações
Dougall traduziu para o inglês de Max Born Atomic Physics, e de Émile Borel Space and Time.